# Amphiglossus stylus
Amphiglossus stylus är en ödleart som beskrevs av  Franco Andreone och GREER 2002. Amphiglossus stylus ingår i släktet Amphiglossus och familjen skinkar. IUCN kategoriserar arten globalt som otillräckligt studerad. Inga underarter finns listade i Catalogue of Life.

## Bildgalleri

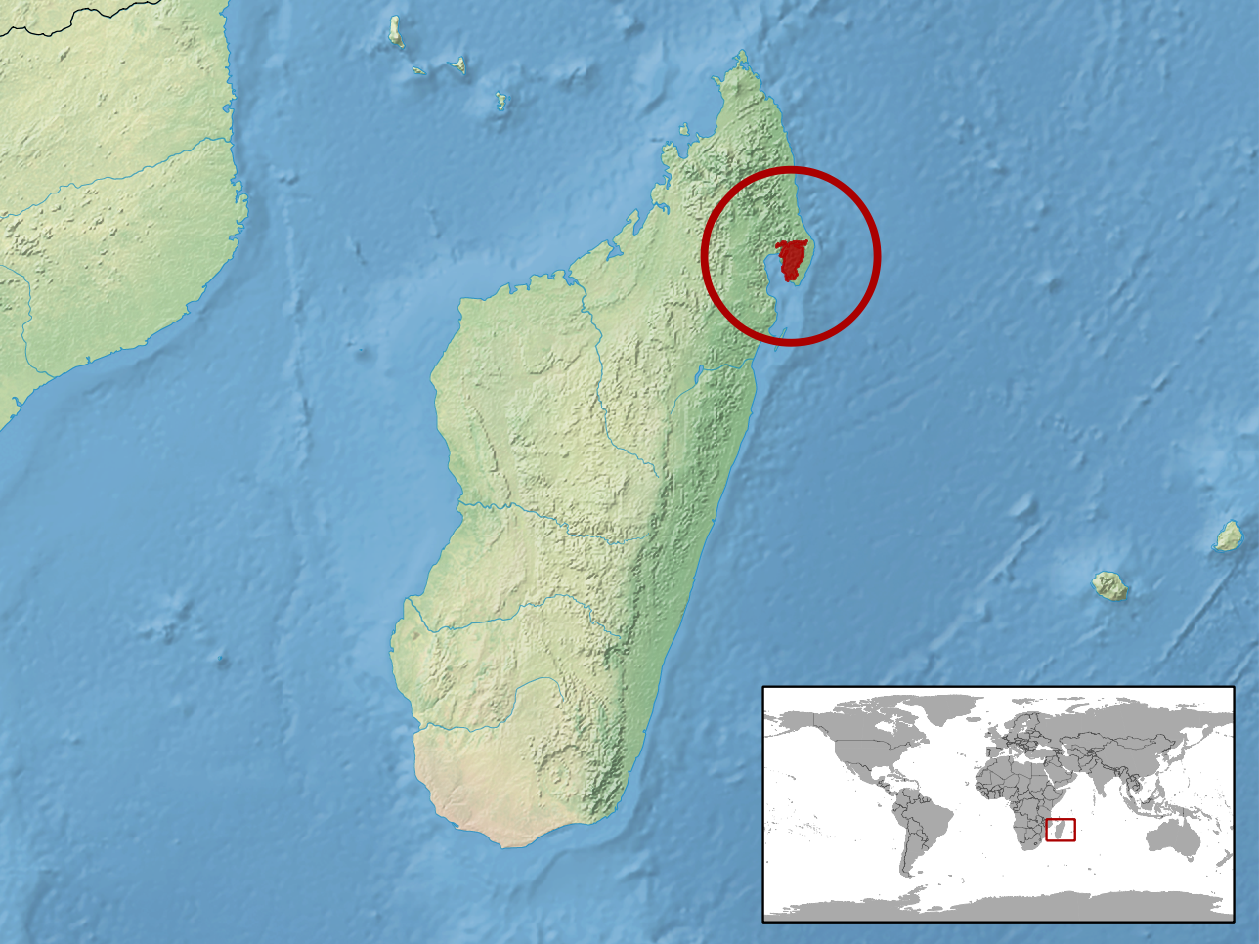